# Algodonita
L'algodonita és un mineral de la classe dels sulfurs. El seu nom prové de la seva localitat tipus: la mina Los Algodones de la Serena a Coquimbo, Xile. Un sinònim poc freqüent és algadonita.

## Característiques
L'algodonita és un sulfur amb fórmula: coureCu₆As. Cristal·litza en el sistema hexagonal tot formant cristalls grisos o blancs amb tons metàl·lics. Té una duresa a l'escala de Mohs de 4 i una gravetat específica d'entre 8,38 i 8,72.
Segons la classificació de Nickel-Strunz, l'algodonita pertany a «02.AA: Aliatges de metal·loides amb Cu, Ag, Au» juntament amb els següents minerals: domeykita-β, domeykita, koutekita, novakita, cuprostibina, kutinaïta, al·largent, discrasita, maldonita i stistaïta.

## Formació
Es forma com a mineral rar en dipòsits d'alteració hidrotermal, molt relacionat amb altres arsenurs de coure. Se sol trobar associada a altres minerals com el coure natiu, la plata nativa, la domeykita o la koutekita.

## Galeria

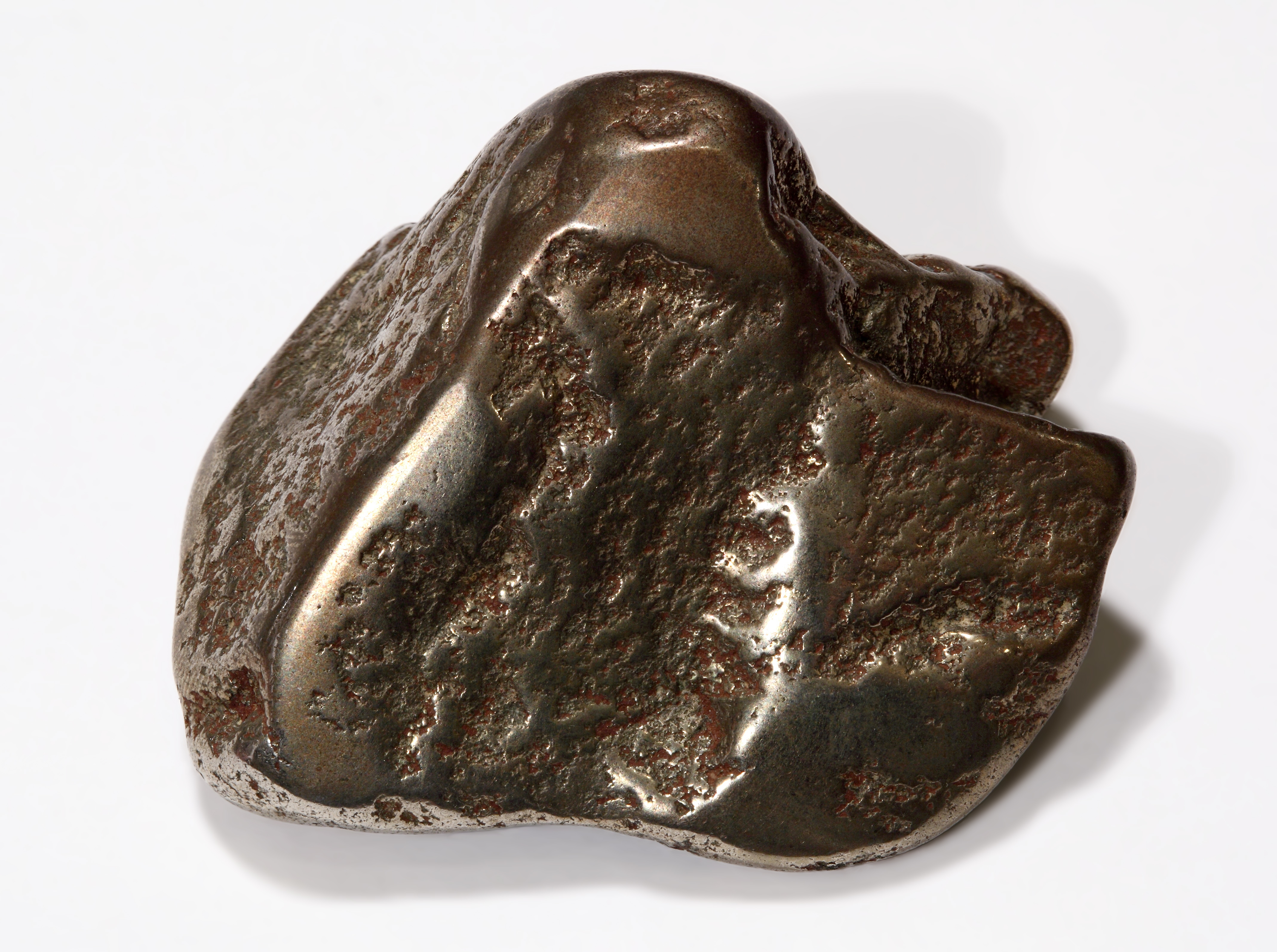
Barreja de domeykita, algodonite i coure natiu en
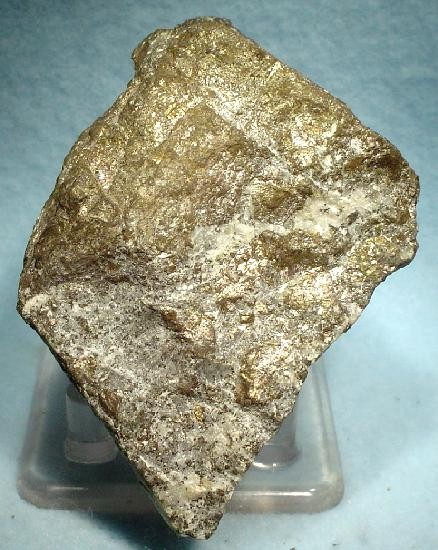
Algodonita